# Успение Богородично (Берово)
Вижте пояснителната страница за други значения на Успение Богородично.
„Успение на Пресвета Богородица“ или „Света Богородица Балаклия“ (Източен петък) (на македонска литературна норма: Беровски манастир „Успение на Пресвета Богородица“, „Света Богородица Балаклија“ (Источен Петок) е мъжки исихастки манастир в малешевското градче Берово, Северна Македония, част от Струмишка епархия на неканоничната Македонска православна църква.
Църквата е построена не като манастирска в 1972 – 1975 година на пътя Берово – Беровското езеро в Брегалнишката клисура. Изградена е в стила на средновековните византийски църкви.
След Великден 2002 година е построен конак и с благословията на митрополит Наум Струмишки в него се заселват монаси от Водочкия манастир. Манастирът е исихастки.
В близост до католикона е имало еднокорабна скромна църква от ломен камък с дървен таван и полукръгла апсида, която е била разрушена, а иконите пренесени в новия храм.